# Charles Chauvel
Charles Edward Chauvel (Warwick (Queensland), 7 de octubre de 1897 - Sídney (Nueva Gales del Sur), 11 de noviembre de 1959) fue un director de cine, productor cinematográfico, guionista y actor australiano. Chauvel era sobrino de Sir Henry George Chauvel, un comandante del ejército australiano durante la Primera Guerra Mundial. Chauvel filmó sus primeras películas, Moth of Moonbi y Green Hide, en Harrisville (Queensland), contratando a ciudadanos locales como extras y usando los terrenos de una propiedad familiar en las afueras de la ciudad.
Desde 1992, el Festival Internacional de Cine de Brisbane entrega el Chauvel Award (Premio Chauvel) anualmente a "un contribuidor distinguido al cine australiano."

## Filmografía
- Australian Walkabout (1959, serie de TV)
- Jedda (1955)
- Sons of Matthew (1949)
- The Rats of Tobruk (1944)
- A Mountain Goes to Sea (1943)
- Power to Win (1942)
- Soldiers Without Uniforms (1942)
- Forty Thousand Horsemen (1940)
- Uncivilised  (1936)
- Heritage (1935)
- In the Wake of the Bounty (1933)
- Greenhide (1926)
- Moth of Moonbi (1926)